# Cynefin

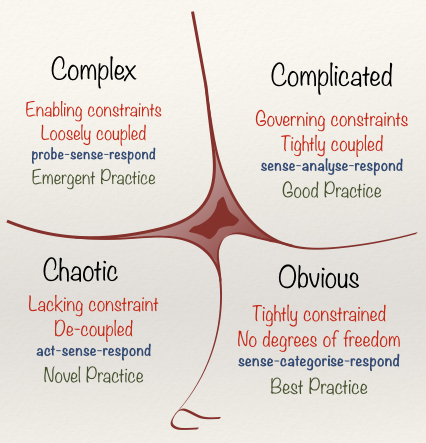
Області моделі Кеневін

The Cynefin framework (/kəˈnɛvɪn/ кеневін/) є концептуальною рамкою для спрощення ухвалення рішень.  Модель «Кеневін» було створено у 1999 році Дейвом Сноуденом під час роботи у IBM Global Services. Кеневін є «інструментом осмислення» ситуацій, саме слово походить від валійського cynefin, яке значить «середовище існування» або «місце всіх речей».
Кеневін складається з п’яти контекстів ухвалення рішень або «областей» – область очевидного або простого впорядкування (obvious, до 2014-го року називався simple), область складеного або ускладненого впорядкування (complicated), комплексну область або область складного (complex), область хаосу (chaotic) і область безладу (disorder).  Поділ на області допомагає управлінцям зрозумісти як вони сприймають різні ситуації та осмислити свою і поведінку інших у цих ситуаціях. Модель опирається на дослідження у теорії систем, теорії комплексності, теорії мереж та теорію навчання. 

## Застосування
Розробники IBM використовували Cynefin для формування політики, розробки продукту, створення ринку, управління ланцюгом поставок, брендингу та відносин з клієнтами. Пізніше використання включає аналіз впливу релігії на розробку політики в адміністрації Джорджа Буша, управління надзвичайними ситуаціями, мережеву науку та армію, управління ризиками харчового ланцюга, національну безпеку в Сполучених Штатах, гнучку розробку програмного забезпечення та контроль за рухом Occupy у Сполучених Штатах.
Цей метод також використовували в дослідженнях охорони здоров’я, зокрема для вивчення складності медичної допомоги в Британській національній службі охорони здоров’я, характеру знань у сфері охорони здоров’я  та боротьби з ВІЛ/СНІДом у Південній Африці. У 2017 році корпорація RAND використовувала фреймворк Cynefin для обговорення теорій і моделей прийняття рішень.[38] Європейська комісія опублікувала польовий посібник із використання Cynefin як «посібника з виходу з кризи».
Критика Cynefin включає те, що структура є складною та заплутаною, потребує більш суворої основи та охоплює занадто обмежений вибір можливих контекстів. Інша критика полягає в тому, що такі терміни, як відомий, пізнаваний, сенс і категоризація, є неоднозначними.